# أورورا ميراندا
أورورا ميراندا (بالبرتغالية: Aurora Miranda‏) هي مغنية وممثلة برازيلية، ولدت في 20 أبريل 1915 بريو دي جانيرو في البرازيل، وتوفيت بنفس المكان في 22 ديسمبر 2005 بسبب نوبة قلبية.

## وصلات خارجية
- أورورا ميراندا على موقع IMDb (الإنجليزية)
- أورورا ميراندا على موقع ألو سيني (الفرنسية)
- أورورا ميراندا على موقع ميوزك برينز (الإنجليزية)
- أورورا ميراندا على موقع تيرنر كلاسيك موفيز (الإنجليزية)
- أورورا ميراندا على موقع أول موفي (الإنجليزية)
- أورورا ميراندا على موقع قاعدة بيانات الأفلام السويدية (السويدية)
- أورورا ميراندا على موقع ديسكوغز (الإنجليزية)
- أورورا ميراندا على موقع قاعدة بيانات الفيلم (الإنجليزية)
- أورورا ميراندا على موقع كينوبويسك (الروسية)